# إرينجتون
إرينجتون (بالإنجليزية: Erdington) هي إحدى ضواحي مدينة برمنغهام في مقاطعة ويست مدلاندز في إنجلترا.